# Eugène Jost
Eugène Jost (* 18. September 1865 in Vevey; † 24. Januar 1946 in Lausanne, heimatberechtigt in Koppigen) war ein Schweizer Architekt.
Von 1884 bis 1891 studierte Jost Architektur an der École des Beaux-Arts in Paris und erhielt 1891 das Diplom. Bereits während seiner Studienzeit – er war Schüler von André und Laloux – gewann er Medaillen und Preise. Auch bei zwei Wettbewerben war er bereits als Student erfolgreich, 1888 für den Brasilianischen Pavillon an der Weltausstellung in Paris sowie die Umgestaltung des Monument Brunswick in Genf.
Jost liess sich 1892 mit seinem Atelier in Montreux nieder und zog 1900 nach Lausanne. Er realisierte als ausgebildeter Architekt vor allem in diesen Orten grosse Bauaufgaben. Dazu gehören unter anderem der Bahnhof Montreux von 1900 bis 1903, der Kursaal Montreux von 1902 bis 1903 und das Montreux Palace von 1904 bis 1906. In Lausanne realisierte er von 1897 bis 1900 die Restauration des Château Saint-Maire sowie von 1908 bis 1910 die Bessières-Brücke.